# Teramo
Teramo je grad i općina u Italiji u regiji Abruzzo, središte istoimene pokrajine Teramo. Teramo je 150 km udaljen od Rima, između najviše planine planinskog lanca Apenina (Gran Sasso d’Italia) i Jadranskog mora, na mjestu gdje se u rijeku Tordino ulijeva rijeka Vezzola.

## Naziv
Naziv grada dolazi od riječi Interamna, koja je u povijesti bila naziv za nekoliko naselja u Italiji, a označava položaj na mjestu sutoka dvaju vodotoka. Kroz povijest je naziv promijenjen u Teramne. U srednjem vijeku kratko se koristio i naziv Aprutium, najvjerojatnije porijeklom od riječi Praetutium, koja dolazi od naziva plemena iz prapovijesti Praetutii (tal. Pretuzi) koji su živjeli na području, a običaj je bio da glavno naselje nosi ime po plemenu.
Prema rimskom autoru Sextus Julius Frontinus iz prvog stoljeća, stari Perut ili Pretut (brdo okruženo vodom) dobio je toliko na važnosti i veličini da je postalo središte Praetutium i lat. conciliabulum (mjesto okupa) gdje su Praetutii živjeli.
Godine 290. pr. Kr. rimske legije osvojile su područje Praetutii, a naselju dali ime Interamnia Praetutiorum (prijevod: međurječje plemena Pretutija).